# Finspång
Finspång est une localité de Suède, chef-lieu de la commune de Finspång dans le comté d'Östergötland. 12 440 personnes y vivent en 2010.

## Personnalités
- Pär Arvidsson (1960-), champion olympique de natation.